# 鹿児島県道372号沖田新蔵線
鹿児島県道372号沖田新蔵線（かごしまけんどう372ごう おきたにいぐらせん）は、鹿児島県出水市を通る一般県道である。

## 概要

### 路線データ
- 起点：鹿児島県出水市福ノ江町（福ノ江交差点、国道3号交点）
- 終点：鹿児島県出水市昭和町（出水駅前交差点、国道447号交点、鹿児島県道370号出水停車場線終点）

## 路線状況

### 重複区間
- 国道328号（出水市中央町）

## 地理

### 通過する自治体
- 出水市

### 交差する道路
| 交差する道路                          | 交差する場所 | 交差する場所          |
| ------------------------------------- | ------------ | --------------------- |
| 国道3号                               | 福ノ江町     | 福ノ江交差点 / 起点   |
| 国道328号 重複区間起点                | 中央町       |                       |
| 国道328号 重複区間終点                | 中央町       |                       |
| 鹿児島県道373号荘上鯖淵線             | 中央町       | 上知識交差点          |
| 国道447号 鹿児島県道370号出水停車場線 | 昭和町       | 出水駅前交差点 / 終点 |

### 沿線
- 出水市総合運動公園
- 出水警察署
- 肥薩おれんじ鉄道 出水駅